# Када (ислам)
Када́, каза́ (араб. قَضَى) — термин исламского права, обозначающий исполнение обязательных религиозных предписаний после того, как закончилось отведённое для них время. Возмещать требуется пропущенные молитвы, дни поста в Рамадан, невыплаченный закят.

## Этимология
Изначальный смысл слова «када» — «решение», но в Коране оно в разных сурах обозначает Судный день, находящиеся в распоряжении Аллаха блага и люди, открытие правды и предначертанное. Консенсус мусульманских учёных (иджма) состоит в том, что «када» — это обязательные божественные предписания; отсюда же возникли значения «выполнение обязательных предписаний» и «выплата долга». Решение кади, несущее юридическую силу (в отличие от фетвы), также именуется «када».
Предписание, выполненное вовремя, именуется «ада’» (араб. الأداء‎).

## Практика
Мусульмане должны молиться в определённое время дня, и большинство исламских учёных считают, что возмещение пропущенных без уважительной причины ежедневных молитв обязательно (фард). Примерами таких пропусков является неисполнение молитвы во время сна, по незнанию или забывчивости, либо сознательно.
Некоторые предписания следует возмещать вне зависимости от причины невыполнения: например, даже если дни поста в Рамадан пропущены из-за менструации или послеродового кровотечения, следует поститься в другие дни; другие же не подлежат возмещению в определённых условиях: так, пропущенные по тем же причинам обязательные молитвы восполнять не требуется. Пропуск молитвы по болезни или из-за опасности для жизни считается уважительной причиной для неисполнения молитвы, но после окончания мешающего состояния её выполнение становится обязательным.
Выполненное вовремя действие называется ада, выполненная позже — када, совершённая заново — и’ада. Перед исполнением пропущенной молитвы необходимо обозначить своё намерение (ният). Если пропущено не более 6 молитв, их требуется восполнять в том порядке, в котором они идут в течение дня, а если больше — то в любом порядке, однако шафииты считают, что требование восполнять молитвы в обычном порядке — сунна, а не фард. Допускается коллективное восполнение пропущенных молитв.

## Различия в школах права
В маликитском, ханбалитском и ханафитском суннитских мазхабах считается, что нельзя восполнять молитвы в течение 40—50 минут после восхода солнца, непосредственно перед его заходом, когда на него можно свободно смотреть, и в полдень, когда солнце находится над головой; шафииты отвергают эти ограничения.
В отношении пропуска молитв ввиду обморока, опьянения и помутнения рассудка учёные высказывают различные мнения. Шафииты не требуют выполнения молитв-када ни от одной из вышеуказанных трёх категорий людей, если их состояние наступило не по их воле. Ханафиты считают, что обязательно восполнение молитв, пропущенных из-за опьянения, но продолжительное сумасшествие или потеря сознания избавляют человека от необходимости молиться (и восполнять пропущенные молитвы). Маликиты считают, что потерявший сознание или рассудок человек всё равно должен выполнить молитвы-када, а в случае пропуска из-за опьянения это обязательно только если опьянение наступило от употребления хамра, но не, например, кислого молока. Ханбалиты не требуют восполнения молитв только от сумасшедших и захмелевших от разрешённых продуктов. Шииты-двунадесятники считают обязательным восполнение молитв, пропущенных вследствие опьянения вне зависимости от обстоятельств, но считают это необязательным для сумасшедших и людей в обмороке.
Ханафиты и двунадесятники придерживаются мнения, что восполнение молитв должно происходить так же, как будто они выполняются в своё обычное время (к примеру, при восполнении путником молитв, пропущенных дома, нельзя их сокращать); учёные других школ дают другие трактовки.
Согласно шафиитским учёным, при наличии пропущенных обязательных молитв необходимо прежде всего восполнить их, и только после этого можно совершать дополнительные молитвы-нафиль.
Шииты-двунадесятники позволяют исполнять молитвы и посты за умершего, а также ребёнку за отца (иногда — и мать), сунниты считают это недопустимым.
И сунниты, и шииты считают, что восполнять пропущенные дни поста можно в любые дни, тогда как ибадиты придерживаются мнения, что восполняемые дни должны идти подряд.